# COX17
COX17‏ (COX17, cytochrome c oxidase copper chaperone) هوَ بروتين يُشَفر بواسطة جين COX17 في الإنسان.